# Kianna Smith
Kianna Smith (Moreno Valley, 10 giugno 1999) è una cestista statunitense, professionista nella WNBA.

## Carriera
È stata selezionata dalle Los Angeles Sparks al secondo giro del Draft WNBA 2022 (16ª scelta assoluta).